# Danti del cento
Danti del Cento is een groep van handschriften met de werken van Dante. De handschriften hebben een gemeenschappelijk schrift en een gelijkaardige decoratiestijl. Het gebruikte schrift is een elegant kanselarijschrift van het type bastarda. De manuscripten zouden het werk zijn van Francesco di ser Nardo da Barberino en geschreven in Florence omstreeks 1350.
Over de bijnaam del cento doet een anekdote de ronde die verteld werd door Vincenzio Borghini een geleerde uit de zestiende eeuw in een brief over oude handschriften. Er werd gezegd, zo vertelde hij, dat er in die tijd een kopiist was die boeken overschreef tegen betaling, die honderd werken van Dante had overgeschreven om de bruidsschat voor zijn dochters te vergaren, maar met die honderd handschriften kreeg hij maar genoeg bij elkaar om een van zijn dochters uit te huwelijken. De andere bleven beschikbaar en werden de groep del cento genoemd.
Deze del cento zou met Francesco di ser Nardo da Barberino geïdentificeerd zijn. Hij had een actief scriptorium in Firenze waar hij verscheidene scriptoren te werk stelde die kopieën maakten van Dante’s werken met steeds dezelfde lay-out in twee kolommen, in een gelijkaardig elegant schrift en met gelijkaardige decoratie. Handschriften van dit scriptorium zijn Danti del cento.
Een handschrift bewaard in de Biblioteca Medicea Laurenziana als Pluteo 90 sup. 125 zou het prototype voor de serie geweest zijn. Het bevat fragmenten van de Divina Commedia naast een vertaling van de De consolatione philiosphiae van Boethius  in het vernaculair door Alberto della Piagentina. De kopiist liet zijn initialen en zijn naam na op fol. 80v met de tekst: Franciscus ser Nardi me scripsit in Florentia. Anno Domini mcccxlvii. Indictione Ia.